# Dorysarthrus simonyi
Dorysarthrus simonyi är en insektsart som beskrevs av Melichar 1912. Dorysarthrus simonyi ingår i släktet Dorysarthrus och familjen Dictyopharidae. Inga underarter finns listade i Catalogue of Life.